# Piroforyczność
Piroforyczność (ze stgr. πυροφόρος od πῦρ „ogień” i φορός „niosący”) – właściwość pierwiastków i związków chemicznych, powodująca samozapłon w kontakcie z tlenem z powietrza.
Piroforyczność nie jest stałą cechą substancji, lecz zależy silnie od ich postaci fizycznej, składu powietrza (procentowa zawartość tlenu, wilgotność) oraz temperatury. Szczególnie podatne na samozapłon są pyły i aerozole. Przykładowo węgiel kamienny w postaci bloków nie wykazuje silnych własności piroforycznych w temperaturze pokojowej, lecz w formie pyłu może ulec samozapłonowi w temperaturze 60 °C. Innym przykładem jest cer stanowiący składnik kamieni do zapalniczki, gdzie dzięki potarciu twardym obiektem, np. ze stali hartowanej, następuje wyrwanie cząstek materiału kamienia i samorzutne ich spalanie w powietrzu objawiające się iskrzeniem. Właściwości piroforyczne wykazuje też silnie rozdrobnione żelazo, np. otrzymane przez rozkład szczawianu żelaza(II).
Do pierwiastków wykazujących właściwości piroforyczne w temperaturze pokojowej należą cez i fosfor (w postaci fosforu białego). Przykładami związków piroforycznych są glinowodorek litu (LiAlH
4), wodorek sodu (NaH), metylolit (CH
3Li) i liczne związki metaloorganiczne.